# Apiaká jezik
Apiaká jezik (apiacá, apiake; ISO 639-3: api), jezik Apiaká Indijanaca iz brazilske države Mato Grosso. Govori ga 190 ljudi (2001 ISA) na gornjem toku rijeke Tapajos. 
Pripada porodici Tupi-Guarani, skupini kawahib.

## Vanjske poveznice
- Ethnologue (14th)
- Ethnologue (15th)